# Odubel Herrera
David Odubel Herrera (nacido en San José, Zulia, Venezuela, el 29 de diciembre de 1991) es un beisbolista profesional venezolano. Jugaba para los Philadelphia Phillies en las Grandes Ligas de Béisbol y actualmente juega para los Tigres de Aragua en la Liga Venezolana de Béisbol Profesional. También conocido como "El Torito" en Venezuela,

## Carrera

### Texas Rangers
Odubel Herrera fue firmado por los Guardabosques de Texas como agente libre internacional en 2008 a la edad 16. Comenzó su carrera profesional en la Dominican Summer League con el equipo DSL Rangers 2, y progresó lentamente a través del sistema de la granja, aunque detrás de varias otras altas perspectivas. Predominantemente un jugador de cuadro en el sistema de los Rangers de Texas, comenzó a tocar de forma esporádica en el campo abierto durante la temporada de 2014, en la que se divide el tiempo entre los Clase A Avanzada (Fuerte) con los Myrtle Beach Pelicans de la California League y los Doble A con los Frisco RoughRiders de la Texas League, ganando la Liga de Texas el título de Bateo. También participó en la Liga Venezolana de Béisbol Profesional, donde se ganó el reconocimiento como el jugador más valioso (MVP) publicando un promedio de bateo de .372 con seis jonrones y un .988 en base y slugging (OPS).

### Philadelphia Phillies

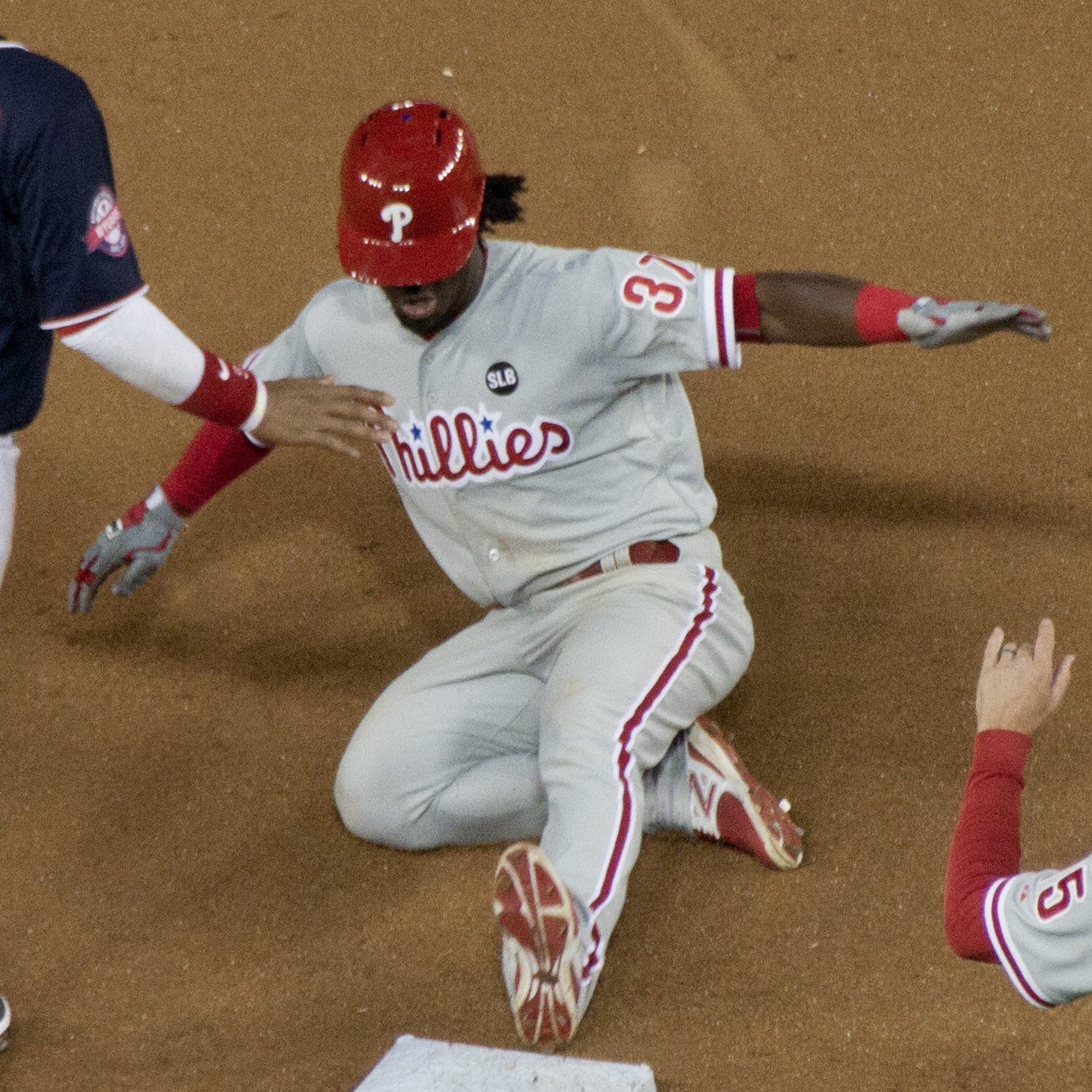
Herrera con los Filis en 2015

Odubel Herrera fue seleccionado por los Philadelphia Phillies de los Rangers en el draft de la Regla 5 de 2014 , que estipula que debe permanecer como parte de su lista para el 2015 temporada. El gerente general de los Phillies de Filadelfia, Rubén Amaro Jr. dijo que los Filis vieron Herrera como un prospecto interesante, en la medida en que encaja a la perfección de lo que el club trató de hacer, desarrollar la velocidad y el atletismo en su alineación, Así como dar a los jugadores más jóvenes la oportunidad de probarse a sí mismos. 
Paula Wolf, escritora de LNP, comparó a Herrera con otro ex jardinero de los Phillies seleccionado en el borrador de la Regla 5, Shane Victorino. "Con la salida de Aaron Rowand a la agencia libre en 2007, Victorino se hizo cargo del Jardín Central, y el resto es historia", escribió. "Fue un componente tan importante de las cinco apariciones en los playoffs de los Phillies de 2007-2011 como cualquiera en esa alineación. Herrera, por supuesto, estará jugando para un club que parece estar en su nadir, mientras que Victorino llegó a bordo al igual que El equipo estaba construyendo el impulso para el éxito sostenido. Fue nombrado el jardinero central del Día de Apertura 2015 , con los Phillies trasladando a Ben Revere al Jardín izquierdo. Herrera más tarde consiguió su primer hit contra los Nacionales de Washington, donde se dio un doblete al final. Herrera obtuvo menos tiempo de juego, con Revere volviendo al centro del campo. Herrera entonces tuvo su segundo hitoff, contra los Rays de Tampa Bay en un once de pelota al bate. Herrera se convirtió en titular después de que Revere fue cambiado a los  Azulejos de Toronto. Se convirtió en el Venezolano N 324 en las Grandes Ligas.
El 5 de julio de 2016, Herrera fue nombrado al equipo All Star de la Liga Nacional, la primera vez en su carrera. En junio de 2017, Herrera bateó 14 dobles, un récord de franquicia Phillies.
Odubel Herrera, fue sacado por el mánager Pete Mackanin de los Filis de Filadelfia en el juego del martes 25 de junio de 2017, que salieron derrotados 5-0 ante los Astros de Houston, luego de que el jugador no corrió hacia primera base al poncharse cuando el lanzamiento tocó el suelo. Herrera se ponchó en el sexto capítulo, abanicando y no quiso correr, cosa que no le gustó al estratega de Filadelfia e inmediatamente fue sustituido.
El 9 de agosto de 2017 Odubel Herrera pegó dos triples y remolcó una carrera en el triunfo de los Filis de Filadelfia por 3-2 sobre los Bravos de Atlanta. Con su triunfo, los Filis completan su tercera “barrida” contra los Bravos en esta temporada, y mejoraron a 11-2 contra ellos en el presente campeonato.
El 18 de abril de 2019, Los Philadelphia Phillies colocaron en la lista de lesionados de 10 días al jardinero venezolano Odúbel Herrera, debido a un tirón en la corva derecha. Para sustituir a Herrera en el roster activo, Filadelfia activó al también guardabosque Roman Quinn.
Herrera se vio con molestias tras hacer una atrapada de una elevado en el quinto episodio del partido del miércoles 17 de abril de 2019, entre los Filis y los Mets. En lo que va del 2019, el jugador de 27 años de edad batea .270/.319/.381, con 4 dobles y 1 jonrón en 17 juegos y 69 visitas al plato.

### LVBP
En la temporada de Liga Venezolana de Béisbol Profesional 2014/15 fue nombrado Jugador Más Valioso. De esta forma, el habilidoso jugador escualo, se convierte en el segundo jugador que consigue ser el MVP y el Novato del Año de la LVBP en la misma zafra. El anterior y primero en lograrlo fue Ernesto Mejía en el 2010. Herrera culminó con un astronómico promedio de .372, con 6 cuadrangulares y 28 carreras remolcadas. Asimismo, tuvo la capacidad de anotar 35 carreras y su OBP cerró en .430.

El jugador del conjunto litoralense, superó a los jardineros Félix Pérez y Adonis García de los Leones del Caracas y los Navegantes del Magallanes respectivamente, sacándole una brecha de 25 puntos al jardinero turco quien acumuló 9 votos al primer lugar, por 34 del zuliano. Félix Pérez de sólida campaña sacó un voto al primer lugar para quedar en la tercera casilla.
En el año 2020 es objeto de un cambio donde es traspasado a los Tigres de Aragua a cambio del jardinero Franklin Barreto. En el año 2022 es traspasado a los Cardenales de Lara a cambio del infielder Carlos Rivero.